# Piotrowszczyzna Treskuńska II
Piotrowszczyzna Treskuńska II – dawny folwark. Tereny, na których leżał, znajdują się obecnie na Białorusi, w obwodzie witebskim, w rejonie miorskim, w sielsowiecie Turkowo.

## Historia
W czasach zaborów w powiecie dzisieńskim, w guberni wileńskiej Imperium Rosyjskiego.
W latach 1921–1945 folwark leżał w Polsce, w województwie wileńskim, w powiecie dziśnieńskim, w gminie Mikołajów.
Według Powszechnego Spisu Ludności z 1921 roku zamieszkiwały tu 3 osoby, 2 były wyznania rzymskokatolickiego a 1 prawosławnego. Jednocześnie 2 mieszkańców  zadeklarowało polską a 1 białoruską przynależność narodową. Był tu 1 budynek mieszkalny. W 1931 w 1 domu zamieszkiwały 4 osoby.
Wierni należeli do parafii prawosławnej w Dziśnie i rzymskokatolickiej w Mikołajowie. Miejscowość podlegała pod Sąd Grodzki w Dziśnie i Okręgowy w Wilnie; właściwy urząd pocztowy mieścił się w Mikołajowie.